# Universidad Europea para la Educación Personalizada
EUNICE - Universidad Europea para la Educación Personalizada, en idioma inglés European University for Customised Education (Eunice), es una alianza universitaria creada en 2020 a raíz de la Iniciativa "Universidades Europeas" de la Comisión Europea, con el objetivo de mejorar la calidad y la competitividad de la enseñanza superior europea en el plano internacional.

## Instituciones miembros
| Universidad                                                 | País      | Fundación |
| ----------------------------------------------------------- | --------- | --------- |
| Universidad Tecnológica de Brandemburgo Cottbus-Senftenberg | Alemania  | 1991      |
| Universidad de Karlstad                                     | Suecia    | 1977      |
| Instituto Politécnico de Viseu                              | Portugal  | 1979      |
| Universidad Politécnica de Poznan                           | Polonia   | 1919      |
| Universidad de Catania                                      | Italia    | 1434      |
| Universidad de Mons                                         | Bélgica   | 1971      |
| Universidad de Cantabria                                    | España    | 1972      |
| Universidad del Peloponeso                                  | Grecia    | 1973      |
| Universidad Politécnica de Alta Francia                     | Francia   | 1978      |
| Universidad de Vaasa                                        | Finlandia | 1968      |